# 艾克利內
埃尔克利讷（法語：Erquelinnes，法語發音：[ɛʁkəlin] ⓘ）是比利时瓦隆大区埃諾省蒂安區的一个市镇，西南两面与法国接壤，通行法语，是比利时法语社群的一部分，面积44.54平方千米，人口9,940人（2018年1月1日）。

## 友好城市
- 法國 热蒙